# Јованка Броз
Јованка Будисављевић Броз (Пећане, код Удбине, 7. децембар 1924 — Београд, 20. октобар 2013) била је учесница Народноослободилачке борбе и супруга председника СФРЈ Јосипа Броза Тита.
Потиче из угледне личке породице Будисављевић. Након окупације Југославије, 1941. примљена је у чланство Савеза комунистичке омладине (СКОЈ) и тада је почела да ради за Народноослободилачки покрет (НОП). У лето 1942. ступила је партизане, у тада формирану Прву личку женску чету, која је потом укључена у састав Друге личке бригаде. Заједно са Шестом личком дивизијом прошла је ратни пут од Лике до Дрвара, где је била политички комесар партизанске болнице, а потом до Београда и Сремског фронта. У току рата је два пута рањавана и одликована Орденом за храброст.
Крајем 1945. прекомандована је у Београд, где је примила дужност Титове секретарице, са задатком да се брине о домаћичким пословима у резиденцији у Ужичкој 15 и Белом двору. Након Титове операције 1947. почела је да се зближава са њим, након чега су отпочели везу. Венчали су се 15. априла 1952, а јавности је као његова супруга представљена септембра исте године. Ванредно је завршила гимназију и започела студије књижевности, али је због бројних обавеза била принуђена да их прекине. Године 1953. демобилисана је у чину потпуковника ЈНА.
Као супруга председника СФРЈ и прва дама, учествовала је у бројним међународним посетама, као и пријему значајних личности које су долазиле у СФРЈ. Била је актер и сведок бројних историјских догађаја друге половине 20. века. Почетком 1970-их од стране Титових сарадника оптуживана је да се меша у кадровска питања и припрема „државни удар”, због чега је била предмет неколико државно-партијских комисија, а највише несугласица имала је са Станетом Доланцом, секретаром Извршног бироа Председништва ЦК СКЈ и генералом армије Николом Љубичићем, савезним секретаром за народну одбрану.
Оштри политички проблеми које је имала са људима из Титовог окружења, нарушили су њихове брачне односе, што је довело до дефинитивног разлаза августа 1977. године. Након тога, живела је повучено у резиденцији у Ужичкој 15, све до Титове смрти, маја 1980. када се први пут након трогодишње паузе у јавности појавила на његовој сахрани. Јула 1980. избачена је из резиденције и насилно пресељена у кућу у Булевару мира 75, где је стављена у незванични „кућни притвор”.
Живела је без личних докумената и званичне пензије, а до смрти није могла да реализује оставинску расправу како би утврдила шта јој припада након смрти супруга. Након распада СФРЈ наставила је да живи у самоизолацији, а 2006. владина комисија открила је да кућа у којој је живела није одржавана од њеног хапшења и да се налази у руинираном стању. Године 2009. је након три деценије добила лична документа. До краја живота била је у екстремној повучености и ретко је давала интервјуе. Разболела се августа 2013. након чега је примљена у Ургентни центар, где је преминула. Сахрањена је уз државне почасти у Кући цвећа.
Носилац је Партизанске споменице 1941. и других југословенских и иностраних одликовања.

## Биографија

### Порекло
Јованка Будисављевић рођена је 7. децембра 1924. селу Пећане у Лици, које се налази у Крбавско пољу, у подножју Пљешевице, на путу између Удбине и Коренице. Била је друго дете у породици Михаила Миће Будисављевића (1892—1944) и Милице (1902—1937), рођене Свилар. Имала је старијег брата Максима (1923—1943) и млађег Петра (1926—1949), као и две млађе сестре Наду (1934) и Зору (1936). На крштењу у цркви у Дебелом Брду добила је име Јованка, по мајчиној мајци Јованки Свилар, која је била веома способна и вредна жена. Кум на крштењу био јој је Мићо Свилар, а крстио је поп Радивој Кораћ.
Потиче из угледне личке фамилије Будисављевић, која води порекло из метохијског села Пећане, код Призрена. Према предању, из Метохије су кренула три брата Јуриша, Филип и Будиша од којих су настали Јуришићи, Филиповићи и Будисављевићи. Њени преци су се 1482. доселили у Лику, где су у Крбавском пољу основали село Пећане. Многи од Будисављевића били су војници и свештеници, а приликом уласка Лике и Крбаве у састав Војне крајине, 1712. у активној војној служби било је 16 Будисављевића, са чиновима од каплара до генерала. Међу Јованкиним прецима посебно се истакао прота Томо Будисављевић, који је као мајор по чину учествовао у чувању границе од упада Турака. Веома активно се борио против покрштавања православаца и објашњавао народу зашто не треба да се одриче своје вере. Његовом оцу Марку Будисављевићу, који се истакао у борбама против Турака, аустријски цар Јозеф II Хабзбуршки, најстарији син Марије Терезије, доделио је 1787. племићу титулу. Томина ћерка Софија Сока Будисављевић удала се за Николу Мандића, са којим је имала ћерку Горгину, мајку научника Николе Тесле.
Иако је Јованкин отац Мићо био јединац и од прерано преминулих родитеља наследио читаво имање, он је као младић, заједно са великим бројем својих земљака, отишао у Америку, где су му живели стричеви. Године 1920. вратио се у новостворену Краљевину СХС и купио 20 јутара ораница. Исте године оженио се Милицом Свилар и у наредне три године добио троје деце. Потом је поново отишао преко океана и накратко живео у Канади. Како је дуго живео у иностранству и био доста богат и образован у селу су га звали „богати Американац”. Пошто је добро познавао енглески језик, све до 1940. добијао је америчке новине и часописе, а у току рата био је преводилац америчкој војној мисији, која се спустила на импровизовани аеродром у Крбавском пољу. Својој деци и комшијама пуно је причао о Америци, о бродовима којима је путовао, о црнцима и белцима, о Николи Тесли и његовој централи на Нијагари и др. Јованкина мајка Милица разболела се од туберкулозе и умрла је августа 1937, након чега се њен отац поново оженио Соком Свилар, са којом је потом добио ћерку Мару.

### Народноослободилачки рат
Након основне школе, коју је завршила у родном селу, Јованка се иако и сама девојчица посветила домаћичким пословима и бризи о млађим сестрама Нади и Зори. Као је њен отац био имућан и образован сељак, са великим имањем и кућом, у њој је била смештена читаоница „Сељачког кола”. Иако никада није припадао политичким партијама, Мићо је реаговао на сваку врсту неправде у друштву, што је пренео и на своју децу. Након окупације Југославије и стварања усташке Независне Државе Хрватске (НДХ), многи студенти и радници комунисти почели су да се враћају у родни крај и да раде на подизању устанка против окупатора. Овоме су у многоме допринели усташки злочини вршени над српским становништвом у Лици и другим деловима НДХ. У некадашњој читаоници „Сељачког кола”, у кући Јованкиног оца, тада су почели да се окупљају комунисти, који су значајно утицали на његову децу — син Максим постао је партизански борац, а ћерка Јованка члан Савеза комунистичке омладине Југославије (СКОЈ).
Иако млада, са свега 17 година, Јованка је од првих устаничких дана учествовала у помагању Народноослободилачком покрету (НОП). Као врло поверљиву, партизански команданти су је упућивали на рискантне задатке ношења поверљиве поште и одржавања веза између партизанских команди и партијских руководстава. У Лици се налазио велики број бивших подофицира и официра Југословенске војске, који су се након Априлског рата избегли заробљавање и вратили се кућама. Многи од њих нису имали симпатије према комунистима и нису желели да им се придруже. У кући Јованкиног оца, на почетку устанка 1941, организован је састанак између Мићуна Шакића, вође устаничких снага Крбавског и Кореничког поља и поручника Стојана Матића, који је након састанка приступио партизанима и потом постао командант Групе партизанских одреда за Лику. Након усташких злочина по српским селима у Лици, током 1942. велики број омладинаца ступио је у партизанске редове, а међу њима било је и доста девојака. Пријем девојака у партизане у Лици текао је доста споро, а прве жене борци примљене су тек крајем 1941. у батаљон „Марко Орешковић”.
Половином 1942. почео је да се мења став о женама-борцима, па је Окружни комитет СКОЈ-а за Лику донео одлуку о формирању Прве женске личке партизанске чете. Како се за пријем у чету пројавило више стотина девојака, одабрано је свега њих 75, које су потом упућене на војно-политичку обуку у село Трнавац, код Коренице. Међу одабранима била је и Јованка, која је 25. августа 1942. нашла у строју тада формиране Прве женске чете. Након завршене обуке, одлуком Штаба Групе НОП одреда за Лику, септембра 1942. женска чета прикључена је Трећем батаљону Друге личке бригаде. Након пријема у бригаду, 17. октобра 1942. борци женске чете су на Кордуну учествовале у првој оружаној акцији — нападу на италијанске снаге. Крајем новембра 1942. Друга личка бригада ушла је у састав тада формиране Шесте личке дивизије.
Заједно са Шестом личком дивизијом, почетком 1943. учествовала је у нападима на италијанске, усташке и четничке посаде у Лици и северној Далмацији, а током Четврте непријатељске офанзиве у борбама против Италијана у Лапачком пољу. Новембра 1943. дивизија је прешла у Босну и ступила у састав Првог пролетерског корпуса, након чега је учествовала у интензивним борбеним дејствима против окупатора. Јованка је била једна од првих активних жена-бораца, која је прихватила да постане болничарка. Почетком 1944. упућена је у ослобођени Дрвар, где је у чину поручника НОВЈ постављена за политичког комесара Интерне болнице Првог корпуса НОВЈ у Шиповљанима. У току немачког десанта на Дрвар, 25. маја 1944, заједно са особљем болнице и неколико полазника Официрске школе, који су им штитили одступницу, успела је да евакуише рањенике и склони их на безбедно место, због чега је јавно похваљена од стране политичког комесара Првог пролетерског корпуса Мијалка Тодоровића.
Након десанта, део рањеника је пребачен у савезничке базе у Италији, а Јованка је заједно са Првим пролетерским корпусом наставила свој ратни пут. Августа 1944. учествовала је у борбама у Дурмиторској операцији, током које су партизани успели да се пребаце у Србију, након чега су на Златибору водили борбе са четницима. Након ослобођења Ваљева, септембра 1944. преузела је бригу о партизанској болници, а након ослобођења Београда, октобра 1944. прешла је тамо и такође радила у партизанској болници. У току јесени 1944. учествовала је у борбама на Сремском фронту, након чега је почетком 1945. прекомандована у Генералштаб Југословенске армије (ЈА).
У току ратних дејстава, истицала се храброшћу, због чега је 1942. била прва жена-борац из Шесте личке дивизије која је примљена у чланство Комунистичке партије Југославије (КПЈ). Такође, у рату је два пута рањавана. Први пут августа 1942. у Мокром Пољу у Далмацији у борби против четника. Тада је рањена у пету, а последице овог рањавања пратиле су је читавог живота. Друго рањавање било је исто у ногу, током борби на Лиму, августа 1944. приликом пробоја у Србију. За ратне заслуге награђена је са Орденом за храброст и Орденом заслуга за народ другог реда, а такође је била носилац Партизанске споменице 1941.
Ратне невоље нису мимоишле Јованкину породицу. Најпре су им усташе 1942. запалиле кућу, а 10. априла 1943. на Будачком мосту, у Госпићу погинуо је њен старији брат Максим. Након братовљеве погибије, у партизане је ступио тада малолетни Петар Будисављевић, који је након рата као командир станице Народне милиције службовао у селу Стаза, код Сиска, где је 1949. убијен од остатака усташких банди. Исцрпљен ратним напорима, али и синовљевом погибијом, отац Мићо се почетком 1944. разболео од тифуса и умро. Након очеве смрти, маћеха Сока је Јованкине млађе сестре Наду и Зору упутила у сиротиште у Оточац. Након рата кратко су боравиле у Госпићу, а потом су биле раздвојене. Нада је враћена у дом у Оточцу, а Зора је послата у дом у Вуковар. Јованка је дуго трагала за њима и 1947. их нашла, након чега је преузела бригу о њима, школовала их и одгајала.

### Долазак у Титову службу
Након доласка у ослобођени Београд, крајем октобра 1944. Јосип Броз Тито уселио се у вилу у Румунској 15 (данас Ужичка улица), коју су претходно за њега одабрали Сретен Жујовић и Олга Хумо. Овде је остао током новембра и децембра 1944, док су у трајали радови на поправци Белог двора, након чега се преселио у Дворски комплекс на Дедињу, где је остао до половине 1946. када се вратио у вилу у Румунској улици, која је постала његова званична резиденција. Дужност Титове секретарице и домаћице до фебруара 1945. обављала је Олга Нинчић Хумо, након чега је прешла у ослобођени Мостар, а њену улогу преузела Даворјанка Пауновић, Титова ратна секретарица и невенчана супруга, која се претходно вратила са лечења из Москве. Како је боловала од туберкулозе, њено стање се погоршало крајем 1945. након чега је упућена на лечење у санаторијум на Голнику, где је преминула 1. маја 1946. године. Како се још 1945. јавила потреба за новом домаћицом Белог двора, али и других резиденција високих државно-партијских руководилаца, окупљена је група проверених жена-партизанки које су упућиване на рад. Међу одабранима, налазила се и Јованка Будисављевић која је након ослобођења у чину капетана прве класе прекомандована у Ниш на службу у Штабу Прве армије. Крајем 1945. дошла је у Београд у Команду Гардијске бригаде, где је командант Гарде и ађутант Врховног команданта ЈА генерал-мајор Милан Жежељ одредио за рад у Белом двору.
Доласком на Бели двор Јованка је од Митра Бакића и Густава Влахова, шефа и секретара Кабинета маршала Тита, добила инструкције за рад — преузела је део архиве и постала Титова секретарица и истовремено била задужена да организацију домаћинства и ангажовање људи (чистачице, куварице, економи и др) који ће ту радити и врши надзор над њима. Недуго након њеног доласка, Тито се преселио у вилу у Ужичкој 15, па је она добила смештај (собу) у оближњој вили у Ужичкој 16а. Како је стално боравила у резиденцији у Ужичкој 15, овде су живеле њене сестре Нада и Зора. Пре доласка на рад у Бели двор, Јованка је у току рата имала два случајна сусрета са Врховним командантом НОВ и ПОЈ Јосипом Брозом Титом. Први се догодио новембра 1942. за време Првог заседања АВНОЈ-а, када је заједно са групом бораца-омладинаца упућена у Бихаћ, где је кроз прозор зграде, у којој је боравила, видела Тита. Други сусрет догодио се непосредно пред десант на Дрвар, маја 1944. када је Тито посетио болницу у којој је била комесар. О Јованкином доласку у Титову близину касније су стваране разне контроверзе. Према једној од њих Јованку је код Тита довео Александар Ранковић, а према другој Иван Стево Крајачић, јер је наводно била његова сарадница и заједно са њим радила за совјетску обавештајну службу НКВД.

### Почетак везе са Титом
Тако је шест година, до 1952. године Јованка била члан Титовог окружења у улози секретарице и члана послуге.
Милован Ђилас, један од водећих чланова и идеолога комунистичког револуционарног покрета, даје више детаља о Јованки током овог периода у књизи „Дружење са Титом”. Према њему, односи са Титом су били изузетно тешки за њу.
Тачан датум њиховог венчања је такође предмет дебата. Оно што је неоспорно је да је за Јованку коначно откривено да је више од обичне секретарице, барем у ужем Титовом окружењу, током његове епизоде са жучном кесом 1951. године. Тајно венчање десило се 15. априла 1952. у лепој вили Дунавка у Илоку са Александром Ранковићем као младожењиним кумом и генералом Иваном Гошњаком као младиним кумом. Међутим, њено званично откривање као прве даме се одиграло годину дана касније током државне посете британског министра спољних послова Ентонија Идна.
Према Ђиласу, Јованка није имала утицаја на Тита приликом доношења одлука и време је највише проводила бринући о дому и свом супругу. Међутим, генерал Крањц, тврди да је Јованка убрзо по склапању брака почела да сплеткари, те да је имала државничке амбиције, иако није понудио доказе у прилог таквим оптужбама. Ни Ђилас није био без критика према Јованки, али су оне биле много мање озбиљне, а највише су се тицале њеног држања.

### Брачни проблеми
Односи у брачном пару су почели да се нарушавају раних 1970-их. Њихов однос је постао тема оштрих политичких расправа. Јованка је тврдила да је покушавала да заштити свог остарелог супруга од разних агената — сматрала је десет од једанаест његових државних секретара (министара) за некакве агенте. Њени противници су тврдили супротно, да је она та која ради против свог супруга.
Према извештају из 1988. године написаног за Председништво СФРЈ, између 1974. и 1988, највиши југословенски форуми су на 59 састанака расправљали само о Јованки. Овај процес је започео сам Тито 21. јануара 1974. године када је наредио Савезу комуниста Југославије да оснује специјалну комисију која ће проучавати „случај другарице Јованке”. Комисијом је председавао Рато Дугоњић, а у њој су још били Стеван Дороњски, Тодо Куртовић, Фадиљ Хоџа, генерал Милош Шумоња, Џемил Шарац и Иван Кукоч.
Тих година је Јованка била оптуживана да је совјетски шпијун, за одавање државне тајне, шуровање са српским генералима, за постављање и смењивање највиших функционера, учествовање у завери против Александра Ранковића, планирање државног удара са генералом Ђоком Јованићем са циљем узурпирања Маршалове улоге...
Многи верују да је она жртва амбиција разних политичара који су успели да манипулишу остарелог Маршала против своје супруге. Према Иву Етеровићу, фотографу који је имао вишедеценијски приступ владајућем југословенском пару, главни кривци за разлаз Тита и Јованке су Стане Доланц и генерал Никола Љубичић.

### Коначни разлаз
До половине седамдесетих, Јованка је постала још удаљенија од Тита, који је у том времену био скоро потпуно под утицајем Станета Доланца и Митје Рибичича.
Разлаз се одвијао у етапама. Током 1975. године није била присутна на неким Титовим иностраним посетама, а почеле су да круже гласине да се често свађају. Априла исте године Тито је напустио њихову резиденцију у Ужичкој 15 и сам се преселио у Бели двор.
Јованка је последњи пут виђена у јавности 14. јуна 1977. на званичном пријему за премијера Норвешке. Касније тог лета је ухапшена под сумњивим околностима. Није било званичног објашњења за њено хапшење, које је наводно наредио сам Тито. Није се видела са Титом последње три године његовог живота. На кратко се појавила у јавности током Титове сахране почетком маја 1980. године. У свим државним објавама и новинским извештајима је била наведена као Титова удовица. Иако је стање између супружника споменуто, званичан развод се никад није десио.

### Након Титове смрти
Дана 27. јула 1980. године, ни три месеца од Титове смрти, људи из тајне службе су упали у њен стан у Ужичкој 15. Испретурали су стан, конфисковали Јованкину имовину и присилили је да се пресели у Булевар мира 75, где је стављена у кућни притвор. Њеној млађој сестри Нади, која је била присутна док се све ово дешавало, је прећено смрћу ако каже било коме шта је видела.
У децембру 1985. године у отвореном писму посланицима Савезне скупштине, Јованка је описала како се све издешавало: „Та мучна преметачина је трајала од једанаест сати пре подне до дубоко у ноћ. Ујутру су све то некуд однели. Ништа нису помогла уверавања да су то моја лична писма, рачуни, документи. Била сам сама у кући, све особље које је ту радило некуд је послато. Била сам са десет непознатих људи и бојала сам се. Бојала сам се чак и за свој живот. Кад су почели обијати врата, позвала сам своју сестру Наду да дође. Она је присуствовала целој тој мучној ситуацији чишћења. При одласку, пришао ми је тај Николић и запретио да ће ако Нада буде говорила шта је тог дана видела, то и главом платити.”
Од тада Јованка живи повучено. Недавно, у интервјуу који је дала 2003. је порекла Титову одговорност за оно што јој се дешавало, казавши да је урадио све да јој спасе живот. У истом интервјуу је истакла Станета Доланца и генерала Љубичића као главне разлоге зашто је била на ивици провалије крајем 1970-их и раних 1980-их.
Предмете које је Јованка после Титове смрти преузела на реверс, њих 583, 2017. године преузео је Музеј Југославије.

### Лична документа
Почетком 2006. године посетио ју је министар Расим Љајић. Јованка Броз је после готово 30 година, добила личну карту и пасош, а документа су јој 6. јула 2009. године уручили министар унутрашњих послова, Ивица Дачић, и министар за рад и социјалну политику, Расим Љајић.
Јованка Броз захвалила је министрима и добро расположена уз смех напоменула да је веома срећна јер сада може да путује.
Удовица Јосипа Броза је била без личних докумената од 1980. године, када јој је преминуо супруг.

### Болест, смрт и сахрана
Јованка је 23. августа 2013. примљена у Ургентни центар у Београду у тешком здравственом стању. Била је у полусвесном стању, установљен је зачетак сепсе. Преминула је 20. октобра 2013. године у 89. години живота. По сопственој жељи сахрањена је у Кући цвећа 26. октобра 2013. године.

### Породично стабло Јованке Броз
| \| \| \| \| \| \| \| \| \| \| \| 8. Јован Будисављевић \| \| \| \| \| \| \| \| \| \| \| \| \| \| \| \| \| \| \| \| \| \| \| \| \| \| \| \| \| \| \| \| \| \| \| \| \| \| \| \| \| \| \| \| \| \| \| \| \| \| \| 4. Максим Будисављевић (1859) \| \| \| \| \| \| \| \| \| \| \| \| \| \| \| \| \| \| \| \| \| \| \| \| \| \| \| \| \| \| \| \| \| \| \| \| \| \| \| \| \| \| \| \| \| \| \| \| \| \| \| \| \| \| \| \| \| \| \| \| 9. Јелена Будисављевић \| \| \| \| \| \| \| \| \| \| \| \| \| \| \| \| \| \| \| \| \| \| \| \| \| \| \| \| \| \| \| \| \| \| \| \| \| \| \| \| \| \| \| \| \| \| \| \| \| \| \| \| \| \| \| \| \| \| \| \| 2. Михаило Мићо Будисављевић (1892—1944) \| \| \| \| \| \| \| \| \| \| \| \| \| \| \| \| \| \| \| \| \| \| \| \| \| \| \| \| \| \| \| \| \| \| \| \| \| \| \| \| \| \| \| \| \| \| \| \| \| \| \| \| \| \| \| \| \| \| \| \| 10. Раде Божанић \| \| \| \| \| \| \| \| \| \| \| \| \| \| \| \| \| \| \| \| \| \| \| \| \| \| \| \| \| \| \| \| \| \| \| \| \| \| \| \| \| \| \| \| \| \| \| \| \| \| \| \| \| \| \| \| \| \| \| \| 5. Софија Груда Будисављевић, рођена Божанић \| \| \| \| \| \| \| \| \| \| \| \| \| \| \| \| \| \| \| \| \| \| \| \| \| \| \| \| \| \| \| \| \| \| \| \| \| \| \| \| \| \| \| \| \| \| \| \| \| \| \| \| \| \| \| \| \| \| \| \| 11. Софија Соколица Вуњак, рођена Будисављевић \| \| \| \| \| \| \| \| \| \| \| \| \| \| \| \| \| \| \| \| \| \| \| \| \| \| \| \| \| \| \| \| \| \| \| \| \| \| \| \| \| \| \| \| \| \| \| \| \| \| \| \| \| \| \| \| \| \| \| \| 1. Јованка Будисављевић Броз (1924—2013) \| \| \| \| \| \| \| \| \| \| \| \| \| \| \| \| \| \| \| \| \| \| \| \| \| \| \| \| \| \| \| \| \| \| \| \| \| \| \| \| \| \| \| \| \| \| \| \| \| \| \| \| \| \| \| \| \| \| \| \| \| \| \| \| \| \| \| \| \| \| \| \| \| \| \| \| \| \| \| \| \| \| \| \| \| \| \| \| \| \| \| \| \| \| \| \| \| \| \| \| \| \| \| \| \| \| \| \| \| \| \| \| \| \| \| \| \| \| \| \| 6. Будислав Свилар \| \| \| \| \| \| \| \| \| \| \| \| \| \| \| \| \| \| \| \| \| \| \| \| \| \| \| \| \| \| \| \| \| \| \| \| \| \| \| \| \| \| \| \| \| \| \| \| \| \| \| \| \| \| \| \| \| \| \| \| \| \| \| \| \| \| \| \| \| \| \| \| \| \| \| \| \| \| \| \| \| \| \| \| \| \| \| \| \| \| \| \| \| \| \| \| \| \| \| \| \| \| \| \| \| \| \| \| \| \| \| \| \| \| \| \| \| \| \| \| 3. Милица Будисављевић (1902—1937), рођена Свилар \| \| \| \| \| \| \| \| \| \| \| \| \| \| \| \| \| \| \| \| \| \| \| \| \| \| \| \| \| \| \| \| \| \| \| \| \| \| \| \| \| \| \| \| \| \| \| \| \| \| \| \| \| \| \| \| \| \| \| \| \| \| \| \| \| \| \| \| \| \| \| \| \| \| \| \| \| \| \| \| \| \| \| \| \| \| \| \| \| \| \| \| \| \| \| \| \| \| \| \| \| \| \| \| \| \| \| \| \| \| \| \| \| \| \| \| \| \| \| \| 7. Јованка Свилар, рођена Шобот \| \| \| \| \| \| \| \| \| \| \| \| \| \| \| \| \| \| \| \| \| \| \| \| \| \| \| \| \| \| \| \| \| \| \| \| \| \| \| \| \| \| \| |                                                   |  |  |  |  |  |  |  |  |                       |  |  |  |
| |                                                   |  |  |  |  |  |  |  |  | 8. Јован Будисављевић |  |  |  |
| |                                                   |  |  |  |  |  |  |  |  |                       |  |  |  |
| |                                                   |  |  |  |  |  |  |  |  |                       |  |  |  |
| |                                                   |  |  |  |  |  |  |  |  |                       |  |  |  |
| | 4. Максим Будисављевић (1859)                     |  |  |  |  |  |  |  |  |                       |  |  |  |
| |                                                   |  |  |  |  |  |  |  |  |                       |  |  |  |
| |                                                   |  |  |  |  |  |  |  |  |                       |  |  |  |
| |                                                   |  |  |  |  |  |  |  |  |                       |  |  |  |
| | 9. Јелена Будисављевић                            |  |  |  |  |  |  |  |  |                       |  |  |  |
| |                                                   |  |  |  |  |  |  |  |  |                       |  |  |  |
| |                                                   |  |  |  |  |  |  |  |  |                       |  |  |  |
| |                                                   |  |  |  |  |  |  |  |  |                       |  |  |  |
| | 2. Михаило Мићо Будисављевић (1892—1944)          |  |  |  |  |  |  |  |  |                       |  |  |  |
| |                                                   |  |  |  |  |  |  |  |  |                       |  |  |  |
| |                                                   |  |  |  |  |  |  |  |  |                       |  |  |  |
| |                                                   |  |  |  |  |  |  |  |  |                       |  |  |  |
| | 10. Раде Божанић                                  |  |  |  |  |  |  |  |  |                       |  |  |  |
| |                                                   |  |  |  |  |  |  |  |  |                       |  |  |  |
| |                                                   |  |  |  |  |  |  |  |  |                       |  |  |  |
| |                                                   |  |  |  |  |  |  |  |  |                       |  |  |  |
| | 5. Софија Груда Будисављевић, рођена Божанић      |  |  |  |  |  |  |  |  |                       |  |  |  |
| |                                                   |  |  |  |  |  |  |  |  |                       |  |  |  |
| |                                                   |  |  |  |  |  |  |  |  |                       |  |  |  |
| |                                                   |  |  |  |  |  |  |  |  |                       |  |  |  |
| | 11. Софија Соколица Вуњак, рођена Будисављевић    |  |  |  |  |  |  |  |  |                       |  |  |  |
| |                                                   |  |  |  |  |  |  |  |  |                       |  |  |  |
| |                                                   |  |  |  |  |  |  |  |  |                       |  |  |  |
| |                                                   |  |  |  |  |  |  |  |  |                       |  |  |  |
| | 1. Јованка Будисављевић Броз (1924—2013)          |  |  |  |  |  |  |  |  |                       |  |  |  |
| |                                                   |  |  |  |  |  |  |  |  |                       |  |  |  |
| |                                                   |  |  |  |  |  |  |  |  |                       |  |  |  |
| |                                                   |  |  |  |  |  |  |  |  |                       |  |  |  |
| |                                                   |  |  |  |  |  |  |  |  |                       |  |  |  |
| |                                                   |  |  |  |  |  |  |  |  |                       |  |  |  |
| |                                                   |  |  |  |  |  |  |  |  |                       |  |  |  |
| |                                                   |  |  |  |  |  |  |  |  |                       |  |  |  |
| | 6. Будислав Свилар                                |  |  |  |  |  |  |  |  |                       |  |  |  |
| |                                                   |  |  |  |  |  |  |  |  |                       |  |  |  |
| |                                                   |  |  |  |  |  |  |  |  |                       |  |  |  |
| |                                                   |  |  |  |  |  |  |  |  |                       |  |  |  |
| |                                                   |  |  |  |  |  |  |  |  |                       |  |  |  |
| |                                                   |  |  |  |  |  |  |  |  |                       |  |  |  |
| |                                                   |  |  |  |  |  |  |  |  |                       |  |  |  |
| |                                                   |  |  |  |  |  |  |  |  |                       |  |  |  |
| | 3. Милица Будисављевић (1902—1937), рођена Свилар |  |  |  |  |  |  |  |  |                       |  |  |  |
| |                                                   |  |  |  |  |  |  |  |  |                       |  |  |  |
| |                                                   |  |  |  |  |  |  |  |  |                       |  |  |  |
| |                                                   |  |  |  |  |  |  |  |  |                       |  |  |  |
| |                                                   |  |  |  |  |  |  |  |  |                       |  |  |  |
| |                                                   |  |  |  |  |  |  |  |  |                       |  |  |  |
| |                                                   |  |  |  |  |  |  |  |  |                       |  |  |  |
| |                                                   |  |  |  |  |  |  |  |  |                       |  |  |  |
| | 7. Јованка Свилар, рођена Шобот                   |  |  |  |  |  |  |  |  |                       |  |  |  |
| |                                                   |  |  |  |  |  |  |  |  |                       |  |  |  |
| |                                                   |  |  |  |  |  |  |  |  |                       |  |  |  |

## Одликовања
Приликом званичне посете ФНРЈ, председника Египта Гамала Абдела Насера, 19. јула 1956. године, одликована је Орденом Републике првог степена.
За заслуге у борби против нацизма, 1965 године уручено јој је у Берлину високо одликовање владе Демократске Републике Немачке. Медаљу за борбу против фашизма уручила јој је Лотте Улбрихт, супруга Валтера Улбрихта, председника Демократске Републике Немачке.
Октобра 1970. године, приликом посете Холандији, краљица Јулијана од Холандије, одликовала је Јованку, Династијским орденом Круне а њеног супруга Јосипа Броза Тита Орденом Холандског лава на великом крсту.
На дан 10. септембра 1976. године, приликом званичне посете председника СР Румуније, Николаја Чаушескуа и његове супруге Елене, одликована је Орденом Звезде Социјалистичке Републике Румуније првог степена са лентом. Орден јој је уручен у Белом двору.
6. децембра исте године, приликом посете Француског председника Валери Жискар Д'Естена, у палати СИВ-а одликована је Француским Орденом За заслуге на великом крсту, заједно са супругом Јосипом Брозом Титом.

## Занимљивости
Доситеј Хиландарац, викарни владика липљански и војни каже да је Хиландар раније имао само једно возило, трактор, којег су звали Јованка, јер га је Јованка Броз поклонила Хиландару. Он је на том трактору довежен до Хиландара, при свом првом доласку, у децембру 1998., уочи Светог Николе.

## Галерија
- Јованка са првом дамом Египта, Тахиом Казем, у југословенској амбасади у Каиру, 1955.
- Јованка са госпођом ел-Шафеи, супругом Хусеин ел-Шафеиа, приликом посете Луксору 1955.
- У посети Холандији 1970.
- Са Јорданом Николићем
- Тито и Јованка са Пет и Ричардом Никсоном
- Јованка Броз 1971. у Белој кући
- У друштву министара Дачића и Љајића
- Током прве посете Неготину
- Током прве посете Неготину
- Кућа на Дедињу у којој је становала
- Сахрана Јованке Броз
- Јованкин гроб у Кући цвећа